# NetherRealm Studios
NetherRealm Studios (стилизуется как NetheЯRealm Studios) — американская студия, специализирующаяся на разработке компьютерных игр. Учреждённая в 2010 году, она появилась в результате замещения WB Games Chicago, дочернего отделения Warner Bros. Interactive Entertainment, расположенного в Чикаго, штат Иллинойс. В возглавляемой Шоном Химмериком студии командой в качестве креативного директора руководит Эд Бун, один из создателей серии Mortal Kombat. На логотипе студии изображён силуэт Скорпиона.

## История
Компания Midway Games, разработчик, издатель и владелец интеллектуальной собственности Mortal Kombat, в соответствии с Главой 11 Кодекса США, 12 февраля 2009 года инициировала процедуру банкротства. 10 июля 2009 года Warner Bros. приобрела «практически все активы», включая Mortal Kombat, This is Vegas, а также структурные подразделения компании. Первоначально Warner Bros. намеревалась закрыть большинство принадлежавших Midway Games студий, включая находящиеся в Чикаго и Сан-Диего, а также Ливерпуле; однако оставила офис Midway Games Chicago, который стал частью Warner Bros. Interactive Entertainment. Спустя несколько дней студия была переименована в WB Games Chicago, а уже 20 апреля 2010 года, фактически сменив предшественника, преобразована в NetherRealm Studios. Продюсер проекта Mortal Kombat, Эктор Санчес, 15 ноября 2013 года сообщил через «Твиттер», что покидает NetherRealm Studios.
Первой игрой NetherRealm Studios стала девятая часть Mortal Kombat, перезапускающая серию, которая была выпущена в апреле 2011 года. Оригинальная игра и предмет интеллектуальной собственности NetherRealm Studios Injustice: Gods Among Us, основанная на Вселенной DC, была выпущена в 2013 году. Успех предшественников способствовал созданию продолжений, соответственно, Mortal Kombat X в 2015 году и Injustice 2 в 2017 году. Между тем, NetherRealm Studios также разработала Android и iOS-версии Batman: Arkham City Lockdown, Batman: Arkham Origins и WWE Immortals. Следующей игрой NetherRealm Studios стала Mortal Kombat 11, вышедшая 23 апреля 2019 года.
Вскоре после выпуска Mortal Kombat 11 появилось несколько независимых заявлений от бывших сотрудников студии в отношении предполагаемой практики и условий труда в целом в процессе разработки последних четырёх игр.
В мае 2019 года было опубликовано заявление, в котором говорилось: «В NetherRealm Studios мы высоко ценим и уважаем всех наших сотрудников и уделяем первостепенное внимание формированию позитивной рабочей среды. В качестве работодателя, предоставляющего равные возможности, мы поощряем многообразие и постоянно принимаем меры в целях сокращения напряжённости в коллективе. Мы активно рассматриваем любые жалобы, поскольку относимся к ним очень серьёзно и всегда стремимся к повышению эффективности нашей компании. Существует возможность воспользоваться методами конфиденциального характера, чтобы выразить свою озабоченность или поднять важные вопросы». После заявления NetherRealm Studios позволила своим сотрудникам отдохнуть некоторое время.
18 июля 2024 года NetherRealm Studios распустила всю команду по созданию мобильных игр, под сокращение попало около пятидесяти человек. Спустя два дня, 20 июля, было объявлено, что Mortal Kombat: Onslaught закроется 21 октября 2024 года.

## Видеоигры
| Год  | Название                        | Платформы                          | Платформы                                      | Платформы       | Платформы          | Платформы |
| Год  | Название                        | Microsoft                          | Sony                                           | Nintendo        | Мобильные телефоны | Другие    |
| ---- | ------------------------------- | ---------------------------------- | ---------------------------------------------- | --------------- | ------------------ | --------- |
| 2011 | Mortal Kombat                   | Windows, Xbox 360                  | PlayStation 3, PlayStation Vita                | Нет             | Нет                | Нет       |
| 2011 | Mortal Kombat Arcade Kollection | Windows, Xbox 360                  | PlayStation 3                                  | Нет             | Нет                | Нет       |
| 2011 | Batman: Arkham City Lockdown    | Нет                                | Нет                                            | Нет             | iOS, Android       | Нет       |
| 2013 | Injustice: Gods Among Us        | Windows, Xbox 360                  | PlayStation 3, PlayStation 4, PlayStation Vita | Wii U           | iOS, Android       | Нет       |
| 2013 | Batman: Arkham Origins (mobile) | Нет                                | Нет                                            | Нет             | iOS, Android       | Нет       |
| 2015 | Mortal Kombat X                 | Windows, Xbox One                  | PlayStation 4                                  | Нет             | iOS, Android       | Нет       |
| 2015 | WWE Immortals                   | Нет                                | Нет                                            | Нет             | iOS, Android       | Нет       |
| 2017 | Injustice 2                     | Windows, Xbox One                  | PlayStation 4                                  | Нет             | iOS, Android       | Нет       |
| 2019 | Mortal Kombat 11                | Windows, Xbox One, Xbox Series X/S | PlayStation 4, PlayStation 5                   | Nintendo Switch | Нет                | Нет       |
| 2023 | Mortal Kombat 1                 | Windows, Xbox Series X/S           | PlayStation 5                                  | Nintendo Switch | Нет                | Нет       |
| 2023 | Mortal Kombat: Onslaught        | Нет                                | Нет                                            | Нет             | iOS, Android       | Нет       |